# Tephritis oedipus
Tephritis oedipus
 es una especie de insecto díptero que Friedrich Georg Hendel describió científicamente por primera vez en el año 1927.
Esta especie pertenece al género Tephritis de la familia Tephritidae.